# Абдрахманов, Сагынбек Уметалиевич
Сагынбе́к Уметали́евич Абдрахма́нов (кирг. Сагынбек Үмөталы уулу Абдрахманов; род. 22 апреля 1961, Беш-Кюнгёй, Аламединский район) — киргизский государственный и политический деятель, заместитель Председателя правления ОАО «Кыргызалтын». Председатель Ассоциации выпускников УрГУ, УПИ, УрФУ.
Председатель ОО «Суйменкула Чокморова».

## Биография
В 1979 году, окончив кара-балтинское техническое училище № 5 по специальности токарь-универсал, начал трудовую деятельность на золотодобывающем гидрометаллургическом заводе № 2 в городе Зарафшан.
С 1982 по 1984 год проходил службу в рядах Советской Армии. В 1990 закончил инженерно-экономический факультет УПИ, после ещё 5 лет проработал в Навоийском горно-металлургическом комбинате. Занимался предпринимательской деятельностью.
В период с 2000 по 2008 был депутатом Кок-Жарского айылного, Аламудунского районного кенеша. В 2010 году стал депутатом IV-созыва Жогорку Кенеша от фракции СДПК. В том же году занял пост губернатора Чуйской области.
С 2013 года заместитель Председателя правления ОАО «Кыргызалтын».

## Интересные факты
- Является мастером спорта СССР по боксу.
- С 2014 года член правления Ассоциации выпускников УПИ, УрГУ, УрФУ.
- В 2016 году стал Полномочным представителем Уральского федерального университета им. первого Президента России Б. Н. Ельцина в Кыргызстане.